# Kirpan
O kirpan é uma adaga ou faca curva de um só gume carregada pelos siques . Tradicionalmente, era uma espada de tamanho normal, mas os siques modernos reduziram o comprimento para o de uma adaga ou faca devido a considerações modernas baseadas em mudanças sociais e legais desde então. Faz parte de um mandamento religioso dado pelo Guru Gobind Singh em 1699, no qual ele deu a opção aos siques, caso aceitassem deveriam usar os cinco artigos de fé (kesh, a barba e cabelos não cortados; kangha, um pente para o kesh, geralmente de madeira; kara, um bracelete, normalmente de ferro ou aço; kachera, um item similar a uma cueca; e o kirpan).
Historicamente, o Kirpan foi adotado após diversas execuções de líderes siques pelo Império Mogol.
1. ↑  «BBC - Religions - Sikhism: The Five Ks». Consultado em 8 de outubro de 2017. Arquivado do original em 28 de setembro de 2017
2. ↑  Khalsa, Sukhmandir. «Kirpan - kakar - Sikh ceremonial short sword». About.com. Consultado em 18 de março de 2015. Arquivado do original em 5 de abril de 2015
3. ↑  «Nishan Sahib Khanda Sikh Symbols Sikh Museum History Heritage Sikhs». www.sikhmuseum.com. Consultado em 17 de agosto de 2022
4. ↑  Singh, Harbans (1995). The Encyclopaedia of Sikhism 2nd ed. [S.l.]: Patiala Punjabi University
5. ↑  Singha, H.S. (2000). The encyclopedia of Sikhism. New Delhi: Hemkunt Publishers. ISBN 81-7010-301-0
6. ↑  «Mightier than the kirpan - I find it hard to justify knives being allowed in schools». The guardian. London. 9 de fevereiro de 2010. Consultado em 12 de dezembro de 2016. Arquivado do original em 4 de abril de 2017
7. ↑  Search for terms "nanak akbar". [S.l.: s.n.] 1919. Consultado em 24 de abril de 2013
8. ↑  «Execution of Guru Arjun Dev Ji». Consultado em 24 de abril de 2013. Arquivado do original em 5 de julho de 2013